# 1708
Cette page concerne l'année 1708  du calendrier grégorien.
L'année 1708 est une année bissextile qui commence un dimanche.

## Événements
- 28 février[1] : révolte d'esclaves à Long Island (New York) ; 7 blancs sont tués, quatre esclaves, dont un Amérindien et une femme, sont exécutés[2].
- 8 juin : Charles Wager s'empare du galion de la flotte annuelle d'argent espagnole et en détruit un autre entre Portobelo et Carthagène des Indes[3]. Pour la seconde année consécutive, l'Espagne ne peut pas compter sur l'argent américain.
- 30 juin : le négus d’Éthiopie Takla Haïmanot est assassiné. Théophilos, frère de Iyasou le Grand, après avoir écarté le jeune Naod[4], monte sur le trône et fait châtier les assassins des deux princes, faisant pendre le 13 octobre l’ex-impératrice Mäläkotawit qui avait poussé Takla Haïmanot au meurtre de son propre époux[5] (fin en de règne 1711).
- Juillet, Terre-Neuve : famine dans la colonie française de Plaisance à la suite du blocus imposé par les Britanniques[6].
- 2 août, Bristol : départ de Woodes Rogers pour un voyage autour du monde ; l'explorateur britannique William Dampier l'accompagne pour son troisième voyage dans le Pacifique sud (fin en 1711)[7].
- 29 août : saccage de la colonie britannique d'Haverhill par les franco-indiens[8].
- 7 octobre : le chef sikh Gobind Singh est assassiné en Inde par un Afghan. Les Sikhs sont persécutés par le pouvoir moghol. Menés par Banda Singh Bahadur, ils suscitent une forte insurrection contre les musulmans (fin en 1716)[9].
- 14 décembre, Terre-Neuve : malgré la famine et le maintien du blocus britannique, les Français contre-attaquent en harcelant par la terre les colonies britanniques. Saint-Ovide prend le fort Saint-Jean le 1er janvier 1709[10].

- Début du règne d'Agadja, frère et successeur d’Akaba, roi d’Abomey (Dahomey, fin en 1732). Il s’empare du royaume Allada puis de Djakin et de Ouidah, ce qui lui donne un accès à la mer et entre en contact avec les Européens[11]. Il fait codifier l’anunugbome, fête des « coutumes » qui dure trois mois pendant lesquels les délégations de toutes les provinces sont réunies dans la capitale, Abomey ; le kpanligan (héraut de la cour), des ministres et des épouses du roi récitent l’histoire du royaume.

### Europe
Pour un article plus général, voir Guerre de Succession d'Espagne.
- 23 mars : échec d'une tentative de débarquement jacobite en Écosse. La flotte française, partie de Dunkerque le 17 mars, ne peut faire débarquer dans le Firth of Forth en Écosse le prétendant au trône « Jacques III »[12].
- 24 mai : occupation de Comacchio, ville des États pontificaux, par les armées impériales[13].
- 30 juin : le duché de Mantoue passe sous domination autrichienne après la proscription de Charles III Ferdinand[14].
- 5 juillet : occupation de Gand et de Bruges par les Français[15].
- 7 juillet : réunification du Montferrat qui passe entièrement sous la maison de Savoie[16].

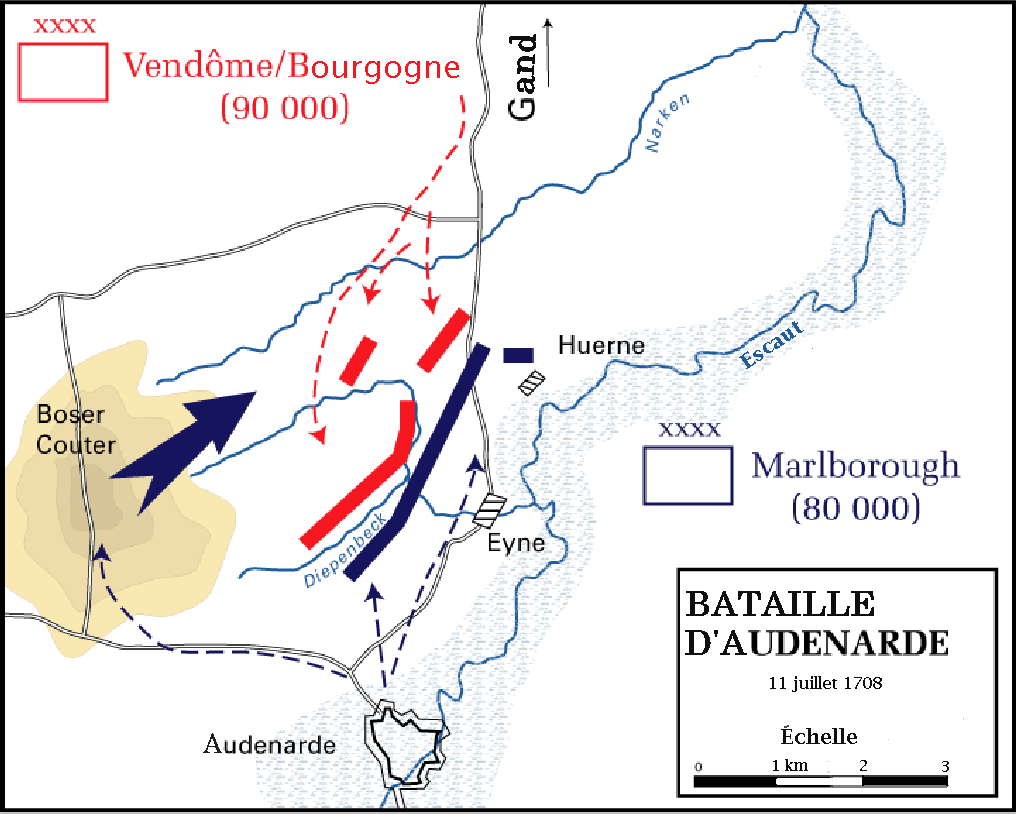
11 juillet : bataille d'Audenarde.

- 11 juillet : victoire des Impériaux de Marlborough et du prince Eugène contre les Français de Vendôme lors de la bataille d'Audenarde[15].
- 28 juillet : le maréchal de Boufflers arrive à Lille pour défendre la ville[17].
- 3 août : les insurgés hongrois sont défaits à Trenčín, près de Presbourg, par les Impériaux de Siegbert Heister (de), qui prennent Nitra le 24 août mais sont contraints de lever le siège de Neuhäusel[18]. François II Rákóczi, chassé de Transylvanie, ne conserve plus que la partie montagneuse de la Haute-Hongrie. La défaite provoque la désertion de dizaines de milliers de soldats.

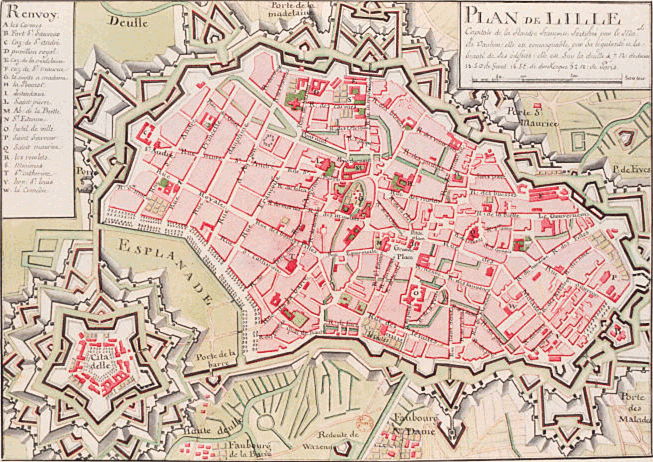
12 août - 22 octobre : siège de Lille.

- 12 août : début du siège de Lille par les troupes du prince Eugène[19].
- 13 août : la Royal Navy s'empare de Cagliari en Sardaigne[20] et s'y base jusqu'en 1714.
- 14 septembre : la flotte anglo-hollandaise débarque à Minorque[21].
- 28 septembre : 
  - La Royal Navy s'empare de Port Mahon[21] (où les Français tiennent garnison) à Minorque, qui est conquise en octobre (fin en 1738).
  - Le comte de La Mothe est battu par les alliés à la bataille de Wynendaele (Wynendaele) en voulant arrêter un convoi qui ravitaillait les assiégeants de Lille[22].
- 22 octobre : capitulation de Lille, occupée par les alliés du prince Eugène[17].
- 26 novembre : l'électeur de Bavière bombarde Bruxelles mais ne peut s'emparer de la ville[23].
- 27 novembre : naturalisation des protestants réfugiés en Angleterre[24].
- 8 décembre : après un siège de cinq mois, la citadelle de Lille tombe aux mains des Impériaux[17].
- 29 décembre : Gand capitule et est remise à Marlborough le 2 janvier 1709[25].

#### Russie
Pour un article plus général, voir Grande guerre du Nord.
- 1er janvier (21 décembre du calendrier julien) : Charles XII de Suède franchit la Vistule gelée et entre en Mazovie avec 44 000 hommes (des recherches récentes portent leur nombre à 36 000)[26]. Début d'une offensive suédoise contre Pierre Ier de Russie.
- 8 février : Charles XII de Suède prend Grodno aux Russes qui se retirent[27].
- 9 avril : Conrad Boulavine est victorieux de l’ataman des Cosaques du Don Maksimov. De nombreux cosaques se rallient à sa révolte. Boulavine marche sur Tcherkassk, capitale des Cosaques du Don, où il est élu ataman[28] (1er mai[29]).
- 29 juin : Charles XII passe la Bérézina en force[30].

- 14 juillet : 

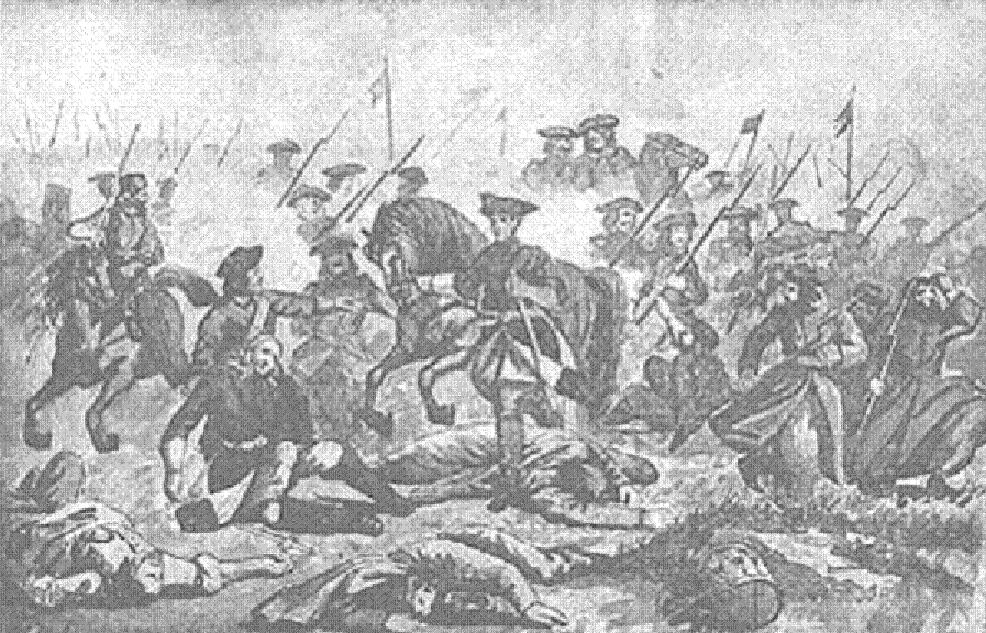
14 juillet : bataille d'Holowczyn

  - victoire de Charles XII à la bataille d'Holowczyn (Holowczyn)[30]. Les Suédois prennent Moguilev. Les Russes sont rejetés hors de Pologne. Charles XII les poursuit en Russie, qu’ils dévastent à son approche. Il menace Moscou.
  - exécution du général cosaque Vassy Kotschoubey et d’Iskra, colonel de Poltava, après qu’ils ont dénoncé au tsar l’hetman des cosaques d’Ukraine, Ivan Mazeppa[31]. Ce dernier, découvert, se range aux côtés des Suédois. Les cosaques se soulèvent contre la Russie.
- 17 juillet (6 juillet du calendrier julien), Russie : Conrad Boulavine est battu devant Azov. Il est assassiné par des partisans. Une partie de son armée parvient à prendre Tsaritsyne le 27 juillet, mais la révolte de Boulavine est finalement écrasée en octobre dans la région du Don[32]. Les troubles persistent sur la Volga jusqu'en 1709[28].
- 16 août : les troupes de Charles XII de Suède passent le Dniepr[26].
- 9 septembre : les Suédois repoussent une attaque russe à Dobry[26] (bataille de Dobreo ou de Malatitze). Les officiers de Charles XII lui conseillent de quitter la Russie pour prendre ses quartiers d'hiver, mais le roi décide de rester en Ukraine.

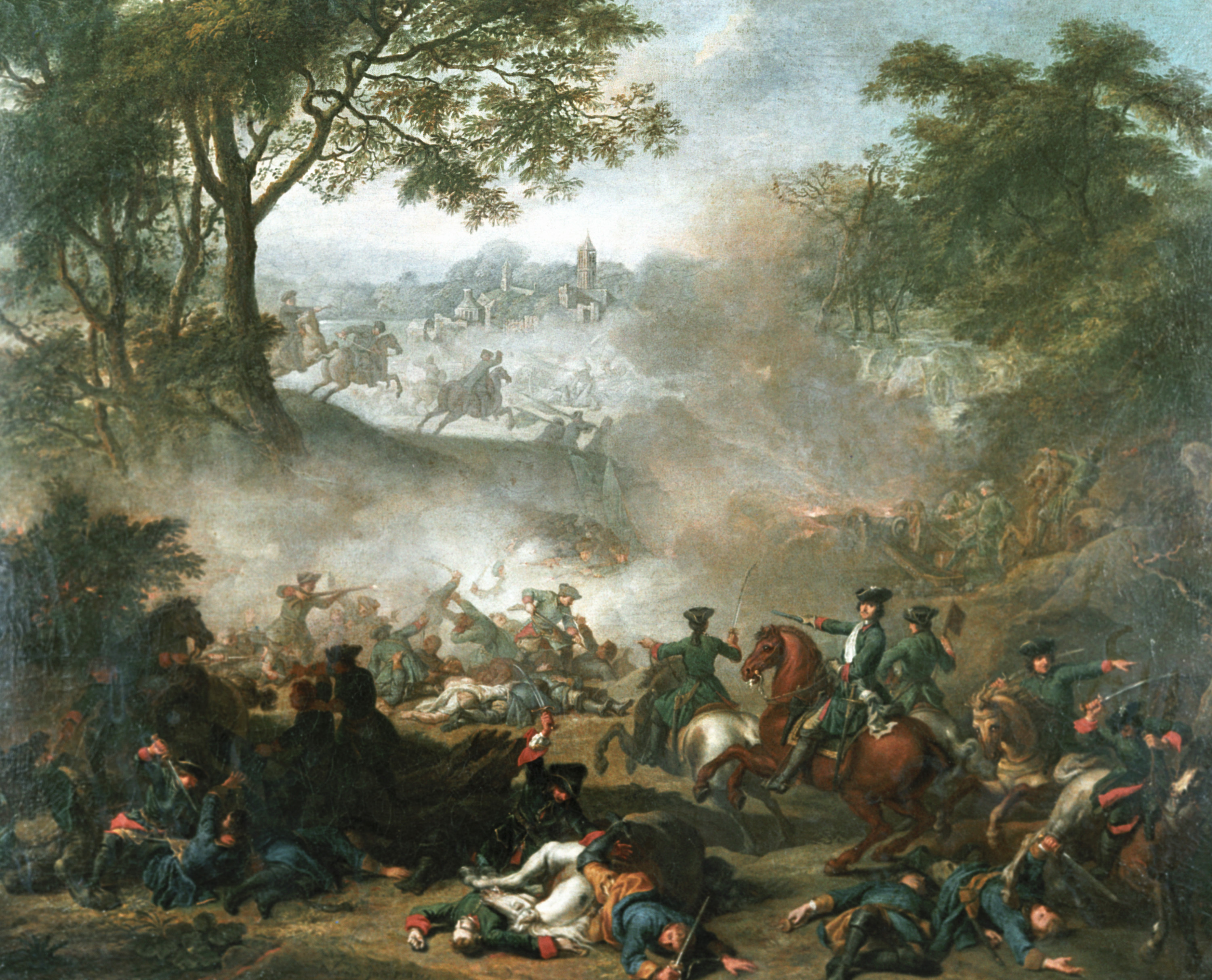
28 septembre : bataille de Lesnaya, Jean-Marc Nattier, 1717

- 9 octobre (28 septembre du calendrier julien) : Victoire russe sur les renforts suédois venus de Livonie à la bataille de Lesnaya (Lesnaia ou Lyesna)[26].
- 28 octobre : Charles XII renonce à s’emparer de Smolensk et de Moscou. Il laisse une armée de réserve et marche vers le sud où il cherche à provoquer la sécession de l’Ukraine en s’appuyant sur les cosaques de Mazeppa[33].
- 11 novembre : manifeste de Pierre le Grand, conviant les Ukrainiens à élire un nouvel hetman. Une partie des cosaques se rallie au tsar et élit Ivan Skoropadsky[33].
- 13 novembre : les Russes du prince Menchikov prennent Batouryn, capitale de l'hetmanat ukrainien.  6000 cosaques et leurs familles sont massacrés et la ville est rasée[26].
- 15 novembre : les Suédois forcent le passage de la Desna sous le feu des troupes russes[26]. Ils font leur jonction avec les cosaques de Mazzepa vaincus par les Russes.
- 21 novembre : le roi de Pologne Stanislas Leszczynski est battu par les partisans de d'Auguste II à la bataille de Koniecpol en Pologne. Cette défaite l'empêche de soutenir la campagne de Charles XII en Russie[26].
- Fin décembre : Charles XII prend ses quartiers d'hiver à Romny et Hadiatch, deux forts des Cosaques en Ukraine[34]. Il perd de nombreux hommes pendant l’hiver 1708-1709, particulièrement rigoureux.
- 29 décembre (18 décembre du calendrier julien) : réforme de l’administration locale en Russie[35]. Le pays est divisé en 8 (puis 11 avec les provinces baltes) gouvernements : Moscou, Saint-Pétersbourg, Kiev, Kazan, Azov, Smolensk, Arkhangelsk, Sibérie. Eux-mêmes sont divisés en une cinquantaine de provinces administrées par des voïévodes et subdivisées en districts dirigés par des commissaires. Les villes reçoivent une administration de type allemand empruntée aux lois de Magdebourg.

## Naissances en 1708
- 23 janvier : Luigi Crespi, peintre italien († 3 juillet 1779).
- 25 janvier : Pompeo Batoni, peintre italien († 4 février 1787).
- 26 janvier : William Hayes, compositeur, organiste, chanteur et chef d'orchestre anglais († 27 juillet 1777).
- 28 janvier : Jean-François-Joseph de Rochechouart, cardinal français, évêque de Laon († 20 mars 1777).
- 10 février : Donat Nonnotte, peintre français spécialiste des portraits († 5 février 1785).
- 13 avril : Friedrich von Hagedorn, poète allemand († 28 octobre 1754).
- 5 mai : Johann Adolf Scheibe, compositeur germano-danois († 22 avril 1776).
- 16 octobre : Albrecht von Haller, anatomiste et physiologiste suisse († 12 décembre 1777).
- 3 septembre : Kelzang Gyatso, intronisé comme septième dalaï-lama le 15 septembre 1720 († 1757)[36].
- 28 septembre : Giovanni Michele Graneri, peintre italien († 1762).
- 30 septembre : Ferenc III Nádasdy, militaire et homme d’Etat autrichien († 22 mars 1783).
- 8 novembre : François van Loo, peintre français († 1732).
- 15 novembre : William Pitt, homme d'État britannique († 11 mai 1778).
- Date précise inconnue :
  - Hester Bateman, femme d'affaires britannique († 16 septembre 1794).
  - Andrea Barbiani, peintre italien († 1779).
  - Michael Gabriel Fredersdorf, chambellan secret et confident de Frédéric II de Prusse († 12 janvier 1758).
  - Lorens Gottman, peintre suédois († 16 février 1779).
  - Giuseppe Menabuoni, graveur et peintre italien († après 1745).

## Décès en 1708
- 6 février : Elias van den Broeck, peintre de natures mortes néerlandais  (° vers 1652).
- 16 février : Simone del Tintore, peintre baroque italien (° 7 mai 1630).
- 18 février : Edward Seymour, 4e baronnet, homme d'État anglais (° 1633).
- 8 avril : Abraham Storck, peintre de marine néerlandais (° 17 avril 1644).
- 19 avril : Angiola Teresa Moratori Scanabecchi, compositrice et peintre italienne (° 1662).
- 23 avril : baptême de Johann Oswald Harms, peintre baroque, graveur et scénographe allemand (° 23 avril 1643).
- 6 mai : François de Laval, évêque canadien (° 30 avril 1623).
- 11 mai : Jules Hardouin-Mansart, architecte français (° 16 avril 1646).
- 13 mai : Giovanni Battista Draghi, compositeur et claviériste anglo-italien (° vers 1640).
- 20 mai : Giovanni Ventura Borghesi, peintre baroque italien de l'école romaine (° 1640).
- 3 juillet : Francesco Fontana, architecte italien (° 23 avril 1668).
- 1er octobre : John Blow, organiste et compositeur anglais de musique baroque (° février 1649).
- 7 octobre : Gurû Gobind Singh, chef religieux indien (° 22 décembre 1666).
- 11 octobre : Ehrenfried Walther von Tschirnhaus, mathématicien et physicien allemand (° 10 avril 1651).
- 22 octobre : Cesare Pronti, peintre baroque italien (° 30 novembre 1626).
- 17 novembre : Ludolf Bakhuizen, peintre de marine néerlandais (° 28 décembre 1630).
- 20 décembre : Willem van Bemmel, peintre et graveur néerlandais (° 10 juin 1630).
- 28 décembre : Joseph Pitton de Tournefort, botaniste français (° 5 juin 1656).
- Date précise inconnue :
  - Edwaert Collier, peintre néerlandais (° 26 janvier 1642).
  - Pierre Lallemant de l'Estrée, chevalier et bailli de Châlons-sur-Marne (° 1622).
  - Zou Zhe, peintre chinois (° 1636).